# Exophiala psychrophila
Exophiala psychrophila är en svampart som beskrevs av O.A. Pedersen & Langvad 1989. Exophiala psychrophila ingår i släktet Exophiala och familjen Herpotrichiellaceae.   Inga underarter finns listade i Catalogue of Life.